# تيم بريسلن
تيم بريسلن (بالإنجليزية: Tim Breslin)‏ هو لاعب هوكي جليد أمريكي، ولد في 8 ديسمبر 1967 في دانرز غروف في الولايات المتحدة، وتوفي في 9 فبراير 2005.

## وصلات خارجية
- تيم بريسلن على موقع دوري الهوكي الوطني (الإنجليزية)
- تيم بريسلن على موقع EliteProspects.com (الإنجليزية)
- تيم بريسلن على موقع HockeyDB.com (الإنجليزية)